# Miguel Ángel Solares Chávez
Miguel Ángel Solares Chávez (29 de septiembre de 1945) es un político mexicano miembro del Movimiento de Regeneración Nacional (Morena) y con anterioridad al extinto Partido de la Revolución Democrática (PRD).
En las elecciones federales de 1997 fue electo por el Distrito 28 del Distrito Federal a la Camara de Diputados  por parte del PRD.  Fue reelegido en las elecciones federales de 2006, ahora por el Distrito 25 del Distrito Federal por el PRD. 